# 宇奈月グランドホテル
宇奈月グランドホテル（うなづきグランドホテル）は、富山県黒部市宇奈月温泉にあるホテル。

## 概要
客室数は2017年3月時点で99室であり、宇奈月の温泉街の中では大規模なホテルである。温泉の泉質はアルカリ性単純泉となっている。車椅子で入ることができる貸切風呂なども存在する。
現在のホテルの建物は1970年築で、鉄骨鉄筋コンクリート造である。地上8階、塔屋2階となっている。建築主はホテル宇奈月館、建物の設計は福見建築設計事務所、施工は鴻池組名古屋支店である。この建物は、1970年の第1回富山県建築賞を受賞したほか、中部建築賞に入選した。また、数寄屋造の別館も存在する。

## 沿革
1924年に創業。現在の宇奈月グランドホテルは1970年開業で、地元企業であるホテル宇奈月館が経営していた。2010年5月20日には富山県内では初となるドクターフィッシュを利用した足湯を設けたが、集客難に陥り、2014年4月にフュージョン・インスティテュート・グローバルに経営譲渡されることとなった。同社は運営会社としてフュージョン宇奈月を設立し、雇用や名称を引き継いで2014年7月に運営を開始した。フュージョン社は不動産コンサルティングなどを事業とする企業で、ホテル運営はこれが初の試みとなった。フランス料理専門店の監修を受けることで料理面での充実を行い、北陸新幹線開業による集客増を見込む予定だった。
しかし、2017年2月28日には、格安ホテル・旅館を全国展開している湯快リゾートによって事業取得されることが発表された。同社は取得の理由の一つとして北陸新幹線開業に伴う集客数の増加を挙げている。「宇奈月グランドホテル」の名称はそのまま使用する。建物を改修し客室数を増加させて、2017年7月7日から「湯快リゾート 黒部・宇奈月温泉 宇奈月グランドホテル」の名称で営業を再開している。2024年11月1日より統合のため、「大江戸温泉物語　宇奈月グランドホテル」の名称で営業する。
- 1924年 - 『宇奈月館』として創業[1][13]。
- 1957年 - 現在の別館が竣工[14]。
- 1970年 - 現在の本館が竣工[6]。同時に現在の名称に改称[13]。
- 1994年 - 別館を全面改築[14]。
- 1996年 - 本館を一部改装[14]。
- 2010年5月20日 - ガラ・ルファ（ドクターフィッシュ）を利用した足湯を設置[10]。
- 2014年7月25日 - ホテル宇奈月館からフュージョン・インスティテュート・グローバルに事業譲渡される[9][15]。
- 2017年 - 湯快リゾートに事業譲渡が行われる。同年7月7日にリニューアルオープン。客室を19室増やして118室とし、男性用大浴場に露天風呂を設けた他、大型遊具のあるキッズコーナーも設置された[12]。
- 2024年-大江戸温泉物語への統合により、名称変更。

## アクセス
- 富山地方鉄道本線 宇奈月温泉駅から徒歩3分[2]。